# Dinar serbski
Dinar serbski (serb. динар, динара) – jednostka walutowa Serbii, dzieląca się na 100 para.